# Sacra Music
Sacra Music, Eigenschreibweise SACRA MUSIC ist ein seit 2017 aktives Musiklabel mit Sitz in Chiyoda-ku, einem Stadtbezirk der japanischen Hauptstadt Tokio. Es ist ein Sublabel von Sony Music Entertainment Japan.
Das Label startete eine Partnerschaft mit Aniplex, das ebenfalls zur Sony Music Group gehört.

## Geschichte
Im Januar 2017 gab Sony Music Entertainment Japan bekannt, im April ein neues Sublabel zu eröffnen, welches überwiegend Künstler unter Vertrag nehmen will, die nicht nur auf dem heimischen Markt, sondern auch auf dem weltweiten Markt aktiv sein wollen. Zudem wurden die ersten vierzehn Künstler bekannt gegeben, die einen Vertrag bei Sacra Music unterschrieben haben, darunter die Sängerin LiSA, das Anison-Duo ClariS und das Gesangs-Ensemble TrySail.
Im November 2019 startete das Label das WACAVA Project, das den westlichen Markt an japanische Musik heranzuführen versucht. Das Projekt, durch die Produktion mehrsprachiger Coverversionen japanischer Popsongs, diese außerhalb Japans bekannt zu machen.

## Künstler
- =Love
- ASCA
- Ayano Mashiro
- ClariS
- Egoist
- Eir Aoi
- Elisa
- Exina
- Flow
- GARNiDELiA
- halca
- Kana Hanazawa
- Kaguya Luna
- Luna Haruna
- Kalafina
- LiSA
- Penguin Research
- ReoNa
- Sangatsu no Phantasia
- Hiroyuki Sawano
- Shuka Saitō
- Sōma Saitō
- Spira Spica
- Tomohisa Sako
- Tomori Kusunoki
- TrySail
- Tsukicro
- ZAMB